# Palazzo Bisaccioni
Il Palazzo Bisaccioni è un'antica dimora nobiliare della città di Jesi, nelle Marche. Sorge sul lato meridionale di piazza Angelo Colocci, vicino a Palazzo Colocci, e al Palazzo della Signoria. Oggi accoglie la Quadreria della Fondazione Cassa di Risparmio di Jesi.

## Storia e descrizione

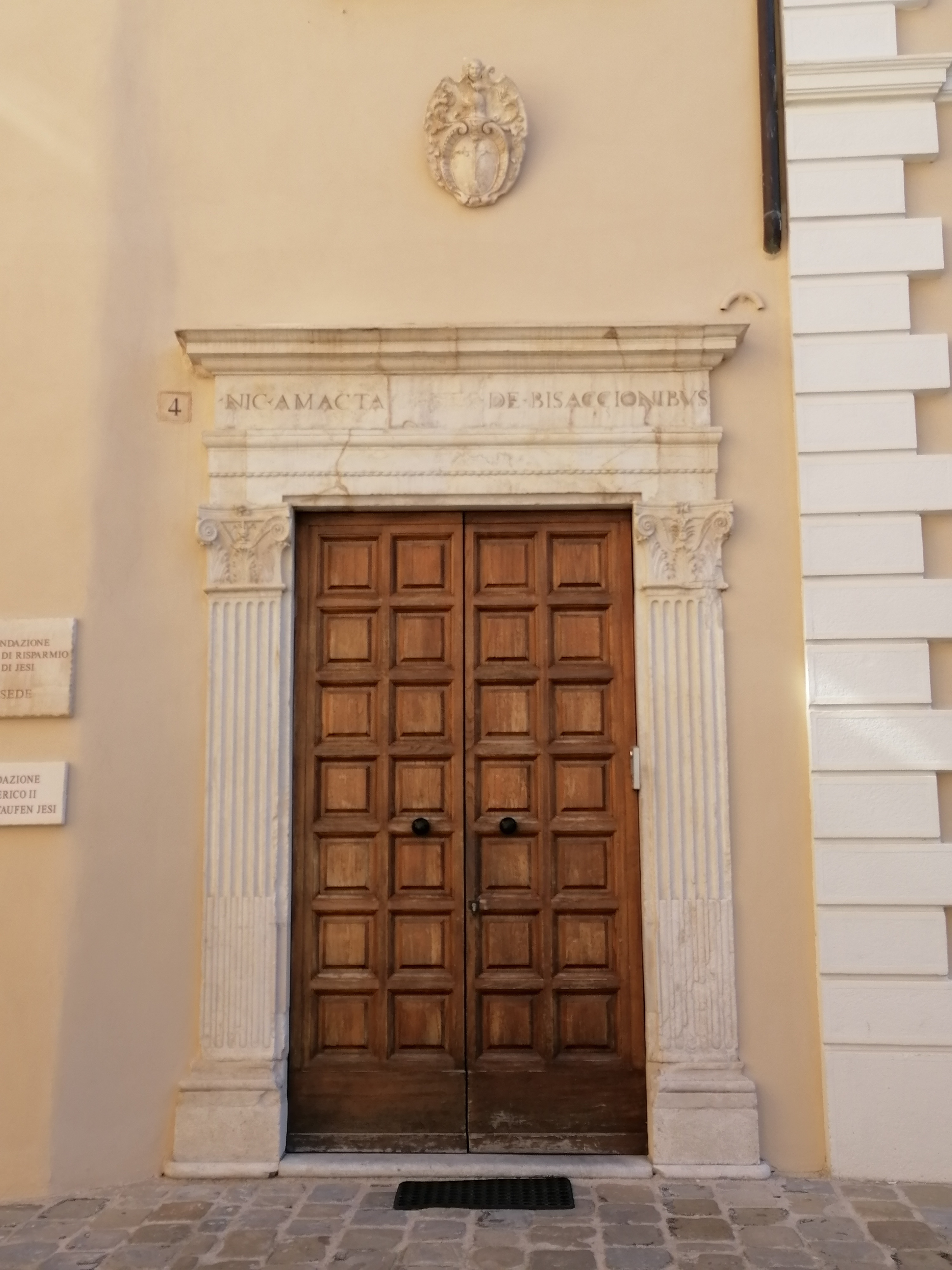
Il portale di Giovanni di Gabriele da Como, 1527.

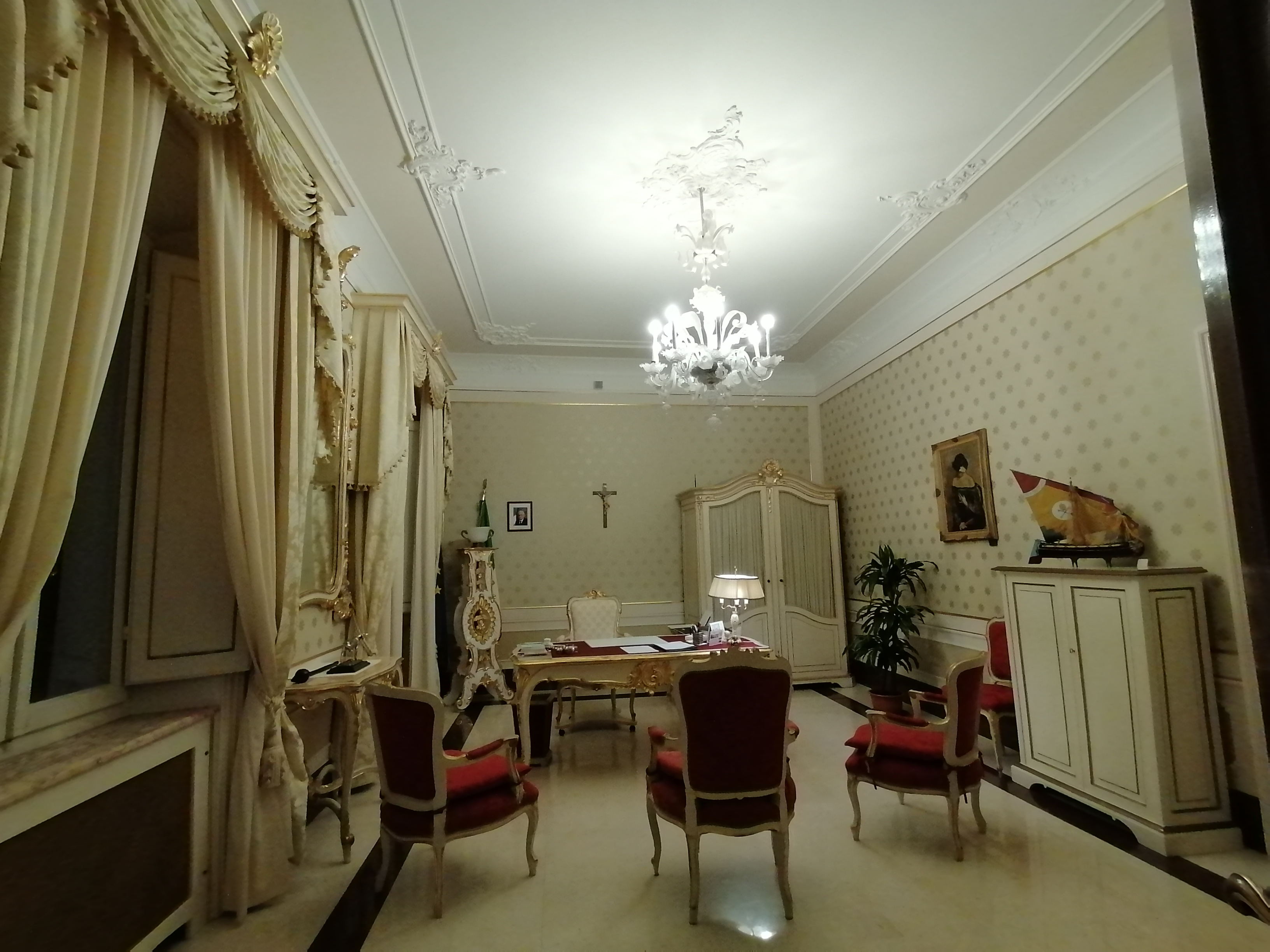
Una delle sale settecentesche.

L'edificio venne eretto in epoca medievale dalla nobile famiglia Bisaccioni, che nel Trecento combatté per la signoria della città di Jesi. Sorge su una parte di muro dell’antico teatro romano, nucleo di origine della urbs romana.
Verso il 1527 venne riedificato ad opera di Giovanni di Gabriele da Como, ma di questa costruzione oggi conserva solo alcune finestre e il portale laterale, in pietra bianca, finemente inciso recante il nome di famiglia. Infatti nel XVIII secolo venne fortemente ristrutturato e rimaneggiato nelle forme odierne.
Dal 1844 divenne la sede della Cassa di Risparmio di Jesi e dal 1992 ospita la Fondazione Cassa di Risparmio di Jesi che lo ha adibito a museo delle sue collezioni.

## Museo della Fondazione

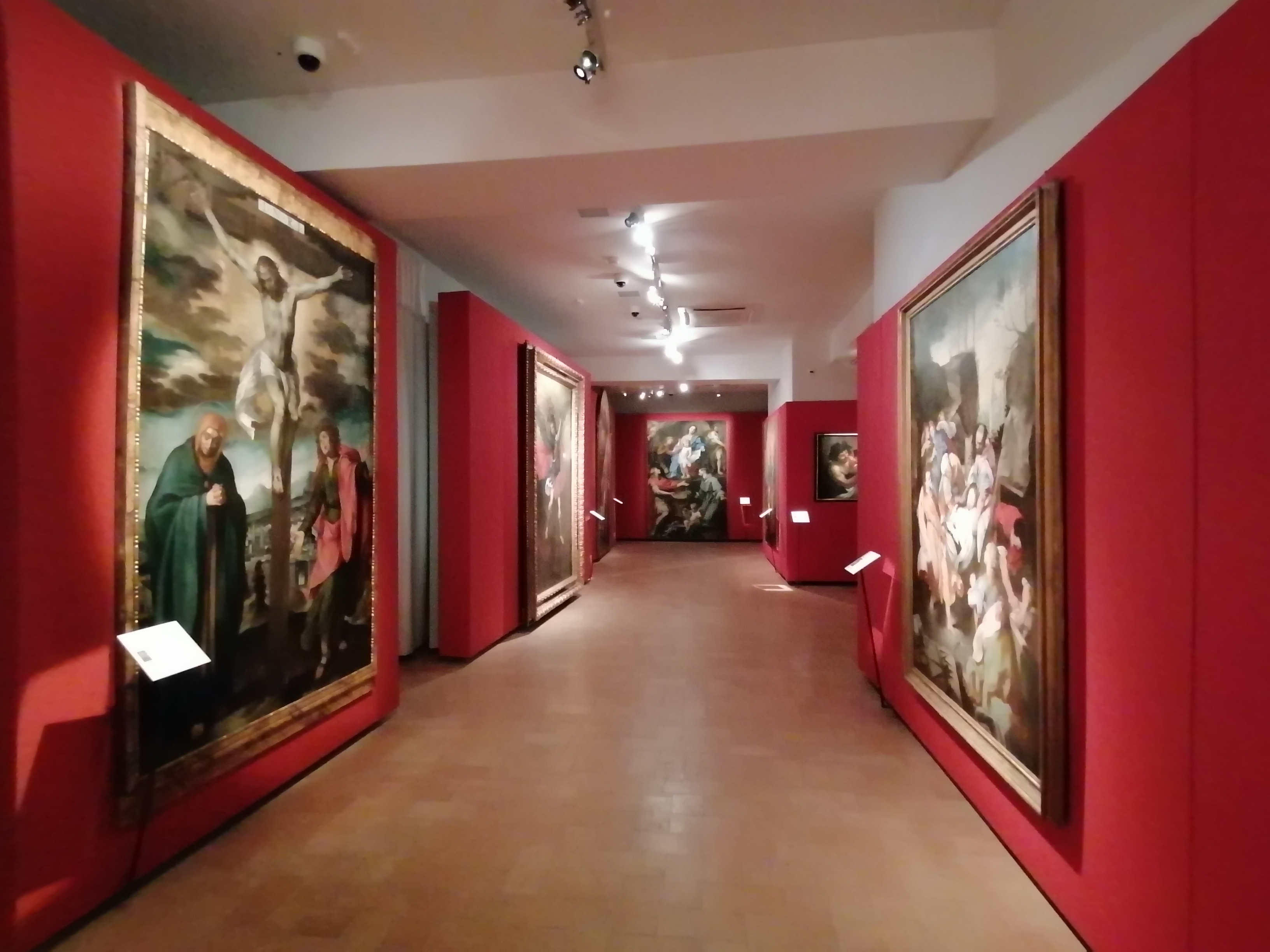
La quadreria della fondazione.

Il museo si sviluppa in diverse sale disposte su quattro livelli che accolgono opere, soprattutto pittoriche, reperite nel tempo attraverso lasciti e acquisti. 
Particolarmente degna di nota è la quadreria della fondazione, composta da opere d'arte antica, dal '500 al '700.